# جون ستاموس
جون ستاموس (بالإنجليزية: John Stamos)‏ ممثل ومغن أمريكي من أصل يوناني، ولد في قبرص (19 أغسطس 1963).

## نشأته
ولد جون لعائلة ستاموتوبولوس اليونانية في قبرص، المكونة من أب وأم وثلاثة أطفال (ولد وبنتان) هم جون، وجانين، وألينا.
انتقلت عائلته إلى الولايات المتحدة واستقرت في كاليفورنيا.

## شهرتة
كون فرقة غنائية وأصدر أول ألبوماته في الثمانينات. وولج عالم التمثيل وحقق الشهرة من خلال دور جيسي (فول هاوس).
تم اختياره واحدا من أجمل الرجال في أمريكا عام 1990.